# Lincoln, Rhode Island
För andra betydelser, se Lincoln.
Lincoln är en kommun (town) i Providence County i delstaten Rhode Island, USA med cirka 20 898 invånare (2000). Den har enligt United States Census Bureau en area på 49,1 km².